# Биолошко оружје
Биолошко оружје (биолошка борбена средства) су биолошки агенси (БАг) који се употребљавају против непријатеља са циљем смањења његове борбене способности. Делују микроорганизмима, инсектима, глодарима и њиховим отровима у циљу убијања или онеспособљавања људи, животиња и биљака. За војне примјене користе се БАг високе заразности који се лако уносе у организам. Ефикасност се мјери морталитетом и стадијуму онеспособљености противника.
Производња и складиштење б. је забрањена међународним уговорима из 1972. који су и данас на снази. Производња и складиштење се вјероватно у неким земљама и сада одвијају у тајности, и ниједна држава не признаје њихову употребу у рату, иако је до ње повремено долазило у прошлости.

## Класификације

### Оперативни
Бивши програм биолошког ратовања САД (1943–1969) категоризовао је своје наоружане противпешадијске биоагенсе или као „смртоносне агенсе“ (Bacillus anthracis, Francisella tularensis, ботулински токсин) или „агенсе за онеспособљавање“ (Brucella suis, Coxiella burnetii, вирус венецуеланског коњског енцефалитиса, стафилококни ентеротоксин Б).

### Правни
Од 1997. године, закон Сједињених Држава декларисао је листу биолошких агенаса које су одредиле САД Министарство здравља и социјалне службе или Министарство пољопривреде које има „потенцијал да представља озбиљну претњу по јавно здравље и безбедност“ да се званично дефинише као „одабрани агенти“ и њихово поседовање или транспорт су строго контролисани као такви. Одабрани агенси су подељени на „HHS одабране агенсе и токсине“, „USDA одабране агенсе и токсине“ и „Преклапајуће изабране агенсе и токсине“.

### Регулаторни
САД Центри за контролу и превенцију болести (CDC) деле биолошке агенсе у три категорије: категорија А, категорија Б и категорија Ц. Агенси категорије А представљају највећу претњу за САД. Критеријуми да агенс припада категорији „А” укључују високе стопе морбидитета и морталитета; лакоћа ширења и комуникативност; способност изазивања јавне панике; и посебне акције које захтевају службеници јавног здравља да би се одговорило. Агенси категорије А укључују антракс, ботулизам, кугу, мале богиње и вирусне хеморагичне грознице.

## Врсте биолошких агенса (БАг)

### Бактерије
Одгајају се на храњивим подлогама као што је говеђа супа с додатком пептона. Погоднима за распршивање аеросолом се сматрају посебно бактерије које изазивају сљедеће болести: куга, антракс, туларемија, бедреница, бруцелоза, сакагија, и мелиоидоза. За контаминацију воде су погодне колера и дизентерија, које се најлакше преносе диверзантским акцијама.

### Вируси
Производња вируса је тежа и скупља него код бактерија јер је потребно живо ткиво за узгој. Велике богиње, грип, жута грозница, денга грозница и енцефалитис се разматрају за људе. Против животиња слинавка, шап, куга свиња итд.

### Рикеције
По неким класификацијама су рикеције пријелазни облик између бактерија и вируса. Помињу се за пренос пјегавог тифуса, квржићног тифуса и кју-грознице.

### Гљивице
Код људи су узрочници кокцидиоидомикозе и хистоплазмозе. Код животиња узрокују актиномикозу и аспергилозу, а код биљака пламењачу кромпира, рђу жита, кукуруза, кафе.

## Производња
Центри за производњу серума, вакцина и антибиотика, и фабрике алкохола, квасца и пива могу се искористити за производњу б. без већих преправки. Конзервирање б. се одвија замрзавањем, а затим сушењем под вакуумом. Тако спремљени БАг се могу чувати дуже времена.

## Начини примјене
Аеросолом из авиона, биолошком ваздухопловном бомбом, авиохемијским прибором. Могу се са б. пунити мине, гранате и ракете. Командоси и диверзанти могу убацивати б. у позадини непријатеља.

## Међународно право
Док историја употребе биолошког оружја сеже уназад више од шест векова до опсаде Кафе 1346. године, међународна ограничења за биолошко оружје почела су тек Женевским протоколом из 1925. године, који забрањује употребу, али не и поседовање или развој хемијских и биолошко оружје. Након ратификације Женевског протокола, неколико земаља је ставило резервације у погледу његове применљивости и употребе у одмазди. Због ових резервација, то је у пракси био само споразум „забране прве употребе“.
Конвенција о биолошком оружју (BWC) из 1972. допуњује Женевски протокол забраном развоја, производње, набавке, трансфера, складиштења и употребе биолошког оружја. Након што је ступио на снагу 26. марта 1975, BWC је био први мултилатерални споразум о разоружању који је забранио производњу читаве категорије оружја за масовно уништење. Од марта 2021. године, 183 државе су постале потписнице споразума. Сматра се да је BWC успоставио снажну глобалну норму против биолошког оружја, што се огледа у преамбули уговора, у којој се наводи да би употреба биолошког оружја била „одвратна за савест човечанства“. Међутим, ефикасност BWC-а је ограничена због недовољне институционалне подршке и одсуства било каквог формалног режима верификације за праћење усклађености.
Године 1985, основана је Аустралијска група, мултилатерални режим контроле извоза 43 земље са циљем да спречи ширење хемијског и биолошког оружја.
Савет безбедности Уједињених нација је 2004. године донео Резолуцију 1540, која обавезује све државе чланице УН да развију и спроводе одговарајуће законске и регулаторне мере против пролиферације хемијског, биолошког, радиолошког и нуклеарног оружја и средстава његове испоруке, посебно ради спречавања ширења оружја за масовно уништење на недржавне актере.